# Faculdade de Medicina de São José do Rio Preto
Faculdade de Medicina de São José do Rio Preto (FAMERP) é uma instituição de ensino superior pública paulista de estudo em ciências da saúde com sede em São José do Rio Preto, que oferece os cursos de Enfermagem, Medicina e Psicologia. Fundada em 1968, é uma das 6 faculdades estaduais de Medicina de São Paulo e seu curso médico é ministrado no sistema tradicional. Uma das mais bem conceituadas faculdades de Medicina e Enfermagem do país, se destaca por possuir o segundo maior hospital-escola do Brasil, o Hospital de Base, que é também chamado de HB,zona Sul de São José do Rio Preto, que perde apenas para o Hospital das Clínicas de São Paulo.[carece de fontes?]
Em 2008, ganhou o prêmio nacional Guia do Estudante / Banco Real de Melhor Faculdade do Interior. Ainda em 2008, recebeu nota máxima no Índice Geral de Cursos (IGC) promovido pelo MEC, classificando-se como a segunda melhor instituição pública do país, atrás apenas do Instituto Tecnológico de Aeronáutica (ITA). No IGC 2009, divulgado no início de 2011, novamente a faculdade recebeu nota máxima do MEC.
Foi a única escola de Medicina do estado de São Paulo a obter nota máxima no Exame Nacional de Desempenho dos Estudantes (ENADE) realizado do ano de 2016.
A Comissão Permanente para os Vestibulares (Comvest) da Universidade Estadual de Campinas (UNICAMP), era quem realizava a seleção para os cursos Medicina e Enfermagem da FAMERP até o ano de 2013, num sistema integrado ao vestibular da UNICAMP. Hoje esse processo é realizado pela Fundação para o Vestibular da Unesp (VUNESP) tendo agora a instituição o seu próprio processo seletivo.

## Histórico
No ano de 1953, Oscar de Barros Serra Dória fundou o Hospital das Clínicas de São José do Rio Preto, que mais tarde seria o embrião do Hospital de Base (HB). A ideia era implantar na cidade um hospital regional, público, no estilo dos já existentes em Araraquara, São João da Boa Vista e Taubaté.[carece de fontes?] O primeiro terreno comprado para realização do projeto ficava no jardim Urano, mas era muito pequeno. Houve, assim, a aquisição de um segundo terreno, na chácara Dalafina, hoje dividida entre a Sociedade de Medicina e Cirurgia, o HB e a FAMERP.
Em 1955, com a criação do Instituto de Biociências, Letras e Ciências Exatas da UNESP (Ibilce) e juntamente com o apoio da Sociedade de Medicina e Cirurgia, inflamou-se a vontade da instalação de uma faculdade de Medicina na cidade.
Em 1963, São José do Rio Preto perde a disputa para Botucatu de ser sede do Campus de Medicina da UNESP. Essa derrota foi frustrante, os rio-pretenses estavam certos da vitória – haviam até contatado a Instituição Toledo de Ensino, que com sua força política já conseguira aprovar vários cursos superiores que administrava na cidade de Bauru. Mas a Faculdade de Medicina de São José do Rio Preto seria sua primeira experiência na área de Ciências da Saúde.
Seus arquitetos desenvolveram o projeto dos blocos que alojariam as disciplinas básicas da escola; os blocos iniciais foram designados para as disciplinas de Anatomia, Bioquímica, Histologia, Bioestatística e Psicologia Médica. A construção desses pavilhões ocorreu no começo dos anos 60, o terreno foi doado pela Santa Casa e o dinheiro para a construção saiu do cofre municipal. No terreno em frente, desenvolveu-se, anos mais tarde, o ambulatório de especialidades.
A vontade da criação da Faculdade de Medicina afetou as cidades vizinhas e este fato criou condições favoráveis para o movimento encabeçado pelo médico Raul de Aguiar Ribeiro que em 18 de fevereiro de 1967 fundou a FRESA (Fundação Regional de Ensino Superior da Araraquarense). Esta fundação beneficiaria o sistema de saúde de diversas cidades. Com o apoio de parcerias de investimentos privados e municipais, o sonho da criação da faculdade foi se tornando cada vez mais real. Em 30 de janeiro de 1968 o Conselho Federal de Educação autorizou o funcionamento da FARME (Faculdade Regional de Medicina de São José do Rio Preto).
A instituição era privada e fornecia 64 vagas para o curso de medicina e tinha no HB seu internato. O hospital, contudo, não possuía corpo de enfermagem suficiente, e com isso utilizou, neste início do trabalho, voluntárias da “Associação das moças de cor”, um grupo formado por mulheres negras. Eram encaminhados para tratamento na instituição preferencialmente moradores de rua.
Em 1969, Euryclides Jesus Zerbini, cirurgião que um ano antes havia realizado o primeiro transplante cardíaco da América Latina, deu a primeira aula para a segunda turma de medicina da faculdade. Transformado em patrono do Centro Acadêmico, Zerbini juntou-se aos rio-pretenses para conquistar as aparelhagens indispensáveis para o funcionamento ideal do curso. Em 1970 foi assinado um comodato entre a FRESA e a Santa Casa. Entre as cláusulas do contrato estava a que exigia o uso exclusivo do Hospital das Clínicas para o funcionamento do hospital-escola, em caráter filantrópico. O nome original foi substituído e adotado o de Hospital de Base, ou seja, base para a Faculdade de Medicina.
Em 1979, uma greve de funcionários e alunos transforma a FRESA na FUNFARME (Fundação Faculdade Regional de Medicina), devido às insatisfações administrativas e consequente progresso do curso de medicina. Entre outras mudanças, essa greve permitiu a inserção do HB no sistema de saúde público (INANSP).
Após o fim do regime militar e com a constituição de 1988 surgiu uma tendência a estadualização da Farme, o que acabou sendo concretizado pelo governador Fleury no início dos anos 90, e oficializado em 27 de setembro de 1994 sob o título de FAMERP (Faculdade de Medicina de São José do Rio Preto).
O Curso de Graduação em Enfermagem foi autorizado em 1991, e em 1997 reconhecido em âmbito federal pela Portaria Ministerial nº 193 de 14 de janeiro de 1997.
Em 2001 foi implantada uma Nova Proposta Pedagógica no Curso de Medicina. No Exame Nacional de Cursos (Provão) desse ano, o Curso de Medicina evoluiu do conceito "C" para o "B". Em 2002, a graduação em medicina manteve a mesma nota no exame e a enfermagem obteve nota "A".
Em 2008, o MEC classificou a FAMERP como uma das 10 melhores faculdades do país, tendo a Pós-graduação stricto sensu recebido nota máxima (5,0). O Curso de Enfermagem obteve conceito 5,0 no ENADE, no IDD e no Conceito Preliminar de Curso, classificando-o entre os 25 melhores cursos do país. Ainda nesse ano, o Guia do Estudante Melhores Universidades 2007/2008 classificou a faculdade como a melhor escola médica do interior do Brasil.
Em 2009, a FAMERP ganhou nota máxima (5,0) no Índice Geral de Cursos (IGC), ficando novamente entre as poucas instituições com nota máxima.[carece de fontes?]

## Estrutura Física
A infraestrutura de ensino da FAMERP é uma exceção dentre as demais instituições em termos de dimensão: possui o segundo maior hospital-escola do Brasil, o Hospital de Base de São José do Rio Preto, que a partir de 2013 conta com o Hospital da Criança, que acrescentou 250 leitos aos 900 atuais do Hospital de Base e será o maior do país.
Conta com dois pavilhões de salas de aula e laboratórios (os pavilhões governador Fleury e governador Covas), Pavilhão de Biotérios, pavilhões de laboratórios especializados e departamentos de disciplinas, extensa biblioteca médica; amplo complexo poliesportivo com piscina, campo de futebol, pista de atletismo, ginásio poliesportivo com arquibancadas e quadra de tênis.

## Hospital de Base
É o segundo maior hospital escola do Brasil. Uma referência não só regional, mas nacional, o Hospital de Base de São José do Rio Preto figura entre um dos maiores do país. Encontra-se na lista de hospitais com maior número de atendimentos do Estado de São Paulo, atendendo às demandas de uma população de mais de 1,5 milhão de habitantes da Regional de Saúde de São José do Rio Preto, com 101 municípios.
Com grande maioria dos leitos destinados ao SUS (Sistema Único de Saúde), o Hospital de Base realiza procedimentos de alta complexidade, incluindo transplantes de fígado, coração, pulmão, medula óssea, rins, intestino delgado, dentre outros. A FAMERP e o HB oferecem 64 programas de Residência Médica credenciados junto ao CNRM/MEC, além de dezenas de cursos de especialização lato sensu.
O Complexo Hospitalar conta ainda com um ambulatório que atende em diversas especialidades, também com fluxo intenso de pacientes.
Somando mais de 2 mil cirurgias mensais, o Centro Cirúrgico é um complexo de 28 salas interligadas onde trabalham 230 médicos, 46 médicos anestesiologistas e 150 funcionários entre enfermeiros, auxiliares e técnicos. Além de inúmeras outras salas cirúrgicas e de procedimentos menores em locais anexos. Totalizando mais de 50 salas.
O HB também é muito conhecido pelo sucesso dos transplantes realizados, sendo um dos poucos hospitais a centralizar transplantes com autorização do Ministério da Saúde. O hospital bateu recorde histórico de transplante de órgãos em 2010. Foram realizados 141 procedimentos, sem contabilizar os transplantes de córnea e medula que somaram 105 e 46 procedimentos respectivamente. A instituição é uma das poucas que realiza mais de 100 transplantes de rim em um ano. Em 2016, foi realizado o primeiro transplante de pulmão da história do Hospital de Base (HB).
Alguns números do hospital:
| Funcionários           | 4,1 mil | Internações/mês         | 3,5 mil |
| Médicos                | 860     | Cirurgias/mês           | 2,1 mil |
| Especialidades médicas | 40      | Atendimentos/mês        | 40 mil  |
| Leitos convênio        | 162     | Atendimentos/dia        | 1,3 mil |
| Leitos SUS             | 600     | Transplantes/ano (2010) | 292     |

Residência Médica
O Hospital de Base e a Faculdade de Medicina de São José do Rio Preto oferecem Residência Médica em 48 áreas diferentes, sendo muitas delas referência nacional e altamente concorridas por estudantes de todo o país. São elas:
| I – ÁREAS DE ACESSO DIRETO | II – ESPECIALIDADES COM EXIGÊNCIA DE CLÍNICA MÉDICA | III – ESPECIALIDADES COM EXIGÊNCIA DE CIRURGIA GERAL |
| --- | --- | --- |
| - ACUPUNTURA - ANESTESIOLOGIA - CLÍNICA MÉDICA - CIRURGIA GERAL - DERMATOLOGIA - INFECTOLOGIA - MEDICINA DE FAMÍLIA E COMUNIDADE - MEDICINA NUCLEAR - NEUROCIRURGIA - NEUROLOGIA - OBSTETRÍCIA E GINECOLOGIA - OFTALMOLOGIA - ORTOPEDIA E TRAUMATOLOGIA - OTORRINOLARINGOLOGIA - PATOLOGIA - PEDIATRIA - PSIQUIATRIA - RADIOLOGIA e DIAGNÓSTICO POR IMAGEM | - CANCEROLOGIA CLÍNICA - CARDIOLOGIA - ENDOCRINOLOGIA - GASTROENTEROLOGIA - GERIATRIA - HEMATOLOGIA e HEMOTERAPIA - NEFROLOGIA - PNEUMOLOGIA - REUMATOLOGIA | - CIRURGIA DO APARELHO DIGESTIVO - CIRURGIA CARDIOVASCULAR - CIRURGIA PEDIÁTRICA - CIRURGIA PLÁSTICA - CIRURGIA TORÁCICA - CIRURGIA VASCULAR - COLOPROCTOLOGIA - UROLOGIA - MASTOLOGIA - MEDICINA INTENSIVA - ENDOSCOPIA - CIRURGIA DO TRAUMA - ANGIORRADIOLOGIA - CIRURGIA ENDOVASCULAR - CIRURGIA CRANIO-MAXILO-FACIAL - MEDICINA FETAL - REPRODUÇÃO HUMANA - ULTRASSONOGRAFIA EM OBSTETRÍCIA E GINECOLOGIA - NEONATOLOGIA - NEUROLOGIA PEDIÁTRICA - PSICOTERAPIA - NEURORRADIOLOGIA - MEDICINA INTENSIVA PEDIÁTRICA |

## Hemocentro
O maior centro de abastecimento regional faz anualmente uma média de 35 mil coletas e 60 mil transfusões. Funcionando em um prédio anexo ao HB, o Hemocentro acolhe também os serviços de Terapia Ocupacional, Psicologia e Odontologia, além de salas especialmente voltadas ao trabalho da equipe da Oncologia Pediátrica. Para atrair maior número de doadores voluntários, e, assim, garantir reserva em épocas críticas como o Carnaval (pouca doação e alta demanda), o Hemocentro faz parcerias com cidades de toda a região a fim de trazer de lá não apenas usuários do serviço, mas doadores de sangue em um projeto chamado Multiplicadores de Vidas. Os alunos do primeiro anodo curso de Medicina também participam da doação voluntária como parte do Trote Solidário promovido pelo Centro Acadêmico da Medicina.

## Hospital da Criança e Maternidade (HCM)
O Hospital da Criança e Maternidade (HCM) é o maior Hospital Pediátrico do Brasil e o maior Hospital 100% SUS do Brasil. Com grande importância para São José do Rio Preto e região, é referência para mais de 100 municípios no Estado de São Paulo, além de tornar-se pólo de atração para atendimento pediátrico de alta complexidade em todo o país. Com 255 leitos e um investimento de mais de 50 milhões de reais, o HCM fica, assim como o HB, inserido no Campus da FAMERP.
O Hospital da Criança de São José do Rio Preto tem mais leitos do que o Pequeno Príncipe, no Paraná, hoje com 224 leitos para o SUS (Sistema Único de Saúde). O projeto prevê que o espaço físico da nova unidade ultrapasse 22 mil metros quadrados. São dez andares, além de um anexo com outros dois pavimentos. Dos 255 leitos, 87 serão destinados à UTI (Unidade de Terapia Intensiva) neonatal e pediátrica, 120 para internação, 31 para maternidade e gestação de alto risco e 17 do berçário. É referência em cirurgia cardíaca infantil, com casos de alta complexidade. O hospital também conta com pronto-socorro e um setor de pronto-atendimento equipado com aparelhos de raio-X, tomógrafo, sala para pequenas cirurgias, eletrocardiograma, eletroencefalograma e ultrassom. Já o centro obstétrico contará com quatro salas de parto e dois apartamentos para parto humanizado. O HCM colocou Rio Preto como um polo Nacional e Internacional na área de Medicina Pediátrica.

## Pesquisa
A FAMERP recentemente foi considerada a segunda maior instituição isolada do país em produção científica por docente doutor.
O trabalho desenvolvido no campo da pesquisa é intenso. A instituição avança em estudos de cirurgia cardiovascular, neurocirurgia, biologia molecular, genética humana e médica, transplantes, autismo, doenças neuromusculares, virologia e malária. Sua atuação pode ser avaliada pelo número de publicações científicas e participações/prêmios em congressos nacionais e internacionais.
O Laboratório de Pesquisa em Virologia da FAMERP está integrado ao estado via FAPESP, estudando e pesquisando avanços para diagnóstico molecular de muitas doenças. O Centro de Experimentação Animal, em fase final de construção, abrigará biotério e diversos novos laboratórios de pesquisa.
São ainda oferecidas cerca de 60 Bolsas de Iniciação Científica anuais tanto próprias como em parceria com o CNPq.
Ligas Acadêmicas
São grupos formados por acadêmicos que visam aprofundar seus conhecimentos sobre uma determinada área médica ou uma determinada área da Saúde.
A estruturação de uma Liga acadêmica baseia-se no tripé de ensino pesquisa e extensão, buscando complementar as atividades curriculares. É dever da liga equilibrar a realização destas atividades, ou senão, não passaram de meros grupos de estudos.
Fomentar a pesquisa significa ampliar o aperfeiçoamento das habilidades acadêmicas no que diz respeito ao desenvolvimento de um raciocínio científico e metodológico, fundamentais para a formação científica, através da realização de trabalhos científicos orientados por docentes e relacionados aos temas relativos à especialidade a qual a Liga se refere.
Fomentar a extensão traduz-se automaticamente na aproximação do acadêmico com a comunidade, que em questão de pouco tempo se tornará seu público alvo de atendimento.
Assim, uma liga acadêmica, visa contribuir para a formação de alunos completos e com uma formação generalista e voltada tanto para o ensino, como para a pesquisa, como na extensão abrangendo as três áreas.
A maioria das Ligas tem suas atividades iniciadas após a realização de processos seletivos, que variam de palestras ministradas por docentes à realização de provas, ou ambas as atividades. Fica a critério das Ligas a escolha do tipo de processo seletivo que pode variar de ano para ano conforme a demanda por vagas e a disponibilidade destas.
Lista de Ligas da FAMERP representadas pelo Colig (Conselho das Ligas da FAMERP) no ano de 2019:
- 1. Liga de Cardiologia da FAMERP - LICARDIO
- 2. Liga de Cirurgia do aparelho digestório – LICAD
- 3. Liga de Dermatologia e do Combate ao Câncer de Pele – LDCCP
- 4. Liga de Apoio aos Portadores de Diabetes – LAPD
- 5. Liga de Ortopedia e Traumatologia – LOT
- 6. Liga de Oftalmologia da FAMERP – LIGOFT
- 7. Liga de Oncologia da FAMERP – LOF
- 8. Liga de Saúde Mental – LISME
- 9. Liga de Infectologia – INFECTIO
- 10. Liga de Saúde Holística – LSHOL
- 11. Liga de Medicina Esportiva – LIMERP 12. Liga de Pediatria – LIPED
- 13. Liga de Neurociências – LINC 14. Liga de Hipertensão Arterial Sistêmica – LHAS
- 15. Liga de Coronariopatias
- 16. Liga do Transplante de Órgãos e Tecidos – LTX
- 17. Liga de Controle da Obesidade – LICOB
- 18. Liga da Clinica Médica – LICLIM
- 19. Liga de Urologia da FAMERP
- 20. Liga de Otorrinolaringologia e Cirurgia de Cabeça e Pescoço da FAMERP
- 21. Liga do fígado - LIFIG
- 22. Liga do Trauma e Emergências Cirúrgicas

## Extensão Acadêmica
Cria Vida
O Cria Vida é um projeto de Extensão Universitária que completa 4 anos de oficialização em 2010. Discute temas relacionados a educação sexual e cidadania com adolescentes de 8º e 9º anos da Escola Municipal Darcy Ribeiro que fica no Bairro Santo Antônio. O projeto é desenvolvido pelos Centros Acadêmicos de Medicina e Enfermagem, e qualquer acadêmico da FAMERP pode participar.
Projeto EME - Educação, Música e Esporte
O Projeto EME é o mais novo projeto de extensão da FAMERP organizado pelo CAEZ, AAAEZ, IFMSA-Brazil - LCFAMERP, LIMERP e Batorada Vaca Magra. Tem o propósito de levar educação, música e esporte de uma maneira descontraída e cheia de dinâmicas para adolescentes de 11 e 15 anos da Associação Lar de Menores (ALARME).
A ideia do projeto surgiu em 2010 pelos dos próprios estudantes da Faculdade de Medicina de São José do Rio Preto, que pensaram em estender para a sociedade um pouco atividades de lazer como música e atividade física. Juntamente com esses temas, adicionou-se a ideia de promover discussões educacionais sobre temas relacionados com saúde, sexualidade, e outros.
Eis-me Aqui para Alegrar
O projeto "Eis-me Aqui para Alegrar" é uma iniciativa dos alunos da FAMERP que se encaminham uma vez por semana ao Hospital de Base para tentar alegrar a vida de diversos pacientes internados. Vestidos de palhaços, os alunos se utilizam da palhaçoterapia para tentar amenizar o sofrimento dos pacientes, e alegrar os funcionários do hospital.

## Centro Acadêmico Euryclides Zerbini
O atual Centro Acadêmico Euryclides Zerbini(CAEZ) é o resultado de anos de evolução desde a criação do Diretório Acadêmico Euryclides Zerbini(DAEZ),em meados de 1968, e cujo nome homenageia o primeiro médico a realizar uma cirurgia de transplante de coração no Brasil, Euryclides de Jesus Zerbini, um paulista de Guaratinguetá, que também lecionou a aula inaugural para o primeiro ano da segunda turma de medicina da FAMERP (na época a antiga FARME) em 1969.
O CAEZ que se sustenta até os dias de hoje como órgão representativo dos acadêmicos da Medicina FAMERP, cuja sede física (a “casinha”) permanece a mesma desde o início da década de 1970, sendo um lugar de entretenimento e discussão de ideias pelos alunos que passam pela Instituição. O espaço físico da "casinha" é constituído por alguns instrumentos importantes, como livraria médica, serviço de Xerox, sala de computação, sala de sinuca, sala de vídeo e a secretaria.
A estrutura do CAEZ exclui a hierarquia, com dez coordenadorias que buscam trabalhar em harmonia, conquistando o espaço na FAMERP e lutando pelo movimento em defesa da vida em conjunto com as outras faculdades de medicina do país.

## Associação Atlética Acadêmica Euryclides Zerbini
Órgão representativo da Faculdade de Medicina de São José do Rio Preto no âmbito esportivo, a Atlética tem sob sua responsabilidade a vida esportiva da Faculdade, ou seja, organizar treinamentos, atividades recreativas e participar de competições.
Para isso, a FAMERP possui uma completa praça esportiva, contando com uma piscina semiolímpica (25m), campo de futebol, pista de atletismo e três quadras: duas quadras poliesportivas (uma delas recém-coberta) e uma de tênis. Possui também vestiários e quiosques para churrasco.
A atlética conta com treze técnicos especializados nas seguintes modalidades: Futebol de campo, futsal, basquete, vôlei, xadrez, handebol, beisebol, tênis-de-mesa, tênis de campo, atletismo e natação. Mantém também um convênio com uma academia para os atletas do judô.
Paralelamente ao esporte, a AAAEZ também conta com uma bateria, a "Batorada Vaca Magra", que está presente em todas as competições.

## IFMSA-BRAZIL (International Federation of Medical Students Associations of Brazil) - Comitê Local FAMERP
A IFMSA (International Federation of Medical Students' Associations) é uma organização internacional de acadêmicos de Medicina.
Realiza intercâmbios internacionais em Medicina, além de projetos e campanhas em Saúde Pública, Saúde Reprodutiva, Direitos Humanos e Educação Médica. A IFMSA ligada à Organização das Nações Unidas (ONU), Organização Mundial de Saúde (OMS) e Fundo das Nações Unidas para a Infância (UNICEF). Todo o trabalho da IFMSA Brazil é voluntário, sendo uma das NMO (Organizações-Membro Nacionais) da IFMSA presentes no Brasil. Outra NMO da IFMSA no Brasil, é a DENEM (Direção Executiva Nacional dos Estudantes de Medicina), sendo membro pleno da IFMSA, a DENEM é a única com direito de voz e voto nas Assembleias Gerais da IFMSA. A IFMSA Brazil é uma organização não governamental, apolítica, suprapartidária e sem fins lucrativos.
Presente há 15 anos na FAMERP, o Comitê Local FAMERP tornou-se reconhecido pela faculdade em 2002. No início, foram implantados apenas os comitês permanentes de intercâmbio internacionais (SCOPE e SCORE) e com o passar dos anos e amadurecimento dos coordenadores locais o comitê passou a atuar em todos os Standing Committees da IFMSA, com exceção dos intercâmbios nacionais em decorrência do fato de que a instituição já possui um programa de vivências nacionais próprio.
Atuante, na IFMSA BRAZIL, Rio Preto participou ativamente do crescimento e amadurecimento da ONG. Alguns coordenadores locais tornaram-se membros da Diretoria Nacional em diversos momentos da história da IF, ocupando cargos de Presidente, Diretor financeiro, Vice-presidente para assuntos externos, NEO, NORA e NPO.
Algumas das atividades do Comitê Local são: Campanha de Prevenção de Acidentes de Trânsito, Hospital do Ursinho (diminuir a "Síndrome do Jaleco Branco em crianças), Doação de Sangue e Medula Óssea, Campanha de Prevenção à Obesidade e Síndrome da Apneia Obstrutiva do Sono, Outubro Rosa (Saúde da Mulher), Novembro Azul (Saúde do Homem), Adolescer (Educação sexual a adolescentes), Por um Mundo Livre de Homofobia, Candle Light Memorial (Homenagem às vítimas da AIDS no mundo), Dia Internacional da Mulher, Trote Solidário (campanha que visa incluir os calouros a faculdade de forma mais humana), Gula Solidária(distribuição de doces e sobremesas aos moradores de rua de São José do Rio Preto), Nazaré – Flor da Melhor Idade (inclusão do idoso), Curso de Tanatologia (estudos sobre o luto, a morte e o morrer),
Curso Libras em Saúde (ensina língua brasileira de sinais aos estudantes de medicina para melhor atendimento ao paciente surdo), Clube de Anatomia. Além dos intercâmbios internacionais em áreas de pesquisa ( Biologia molecular, histopatologia, bioquímica, imunologia, entre outros) e nas áreas clínica-cirúrgicas ( Cirurgias geral, cirurgia plástica, Cirurgia Cardíaca, Cirurgia Pediátrica, Dermatologia, Urologia, Acupuntura, entre outros), sendo sempre bilateral e de diferentes países do mundo.

## A Cidade de São José do Rio Preto

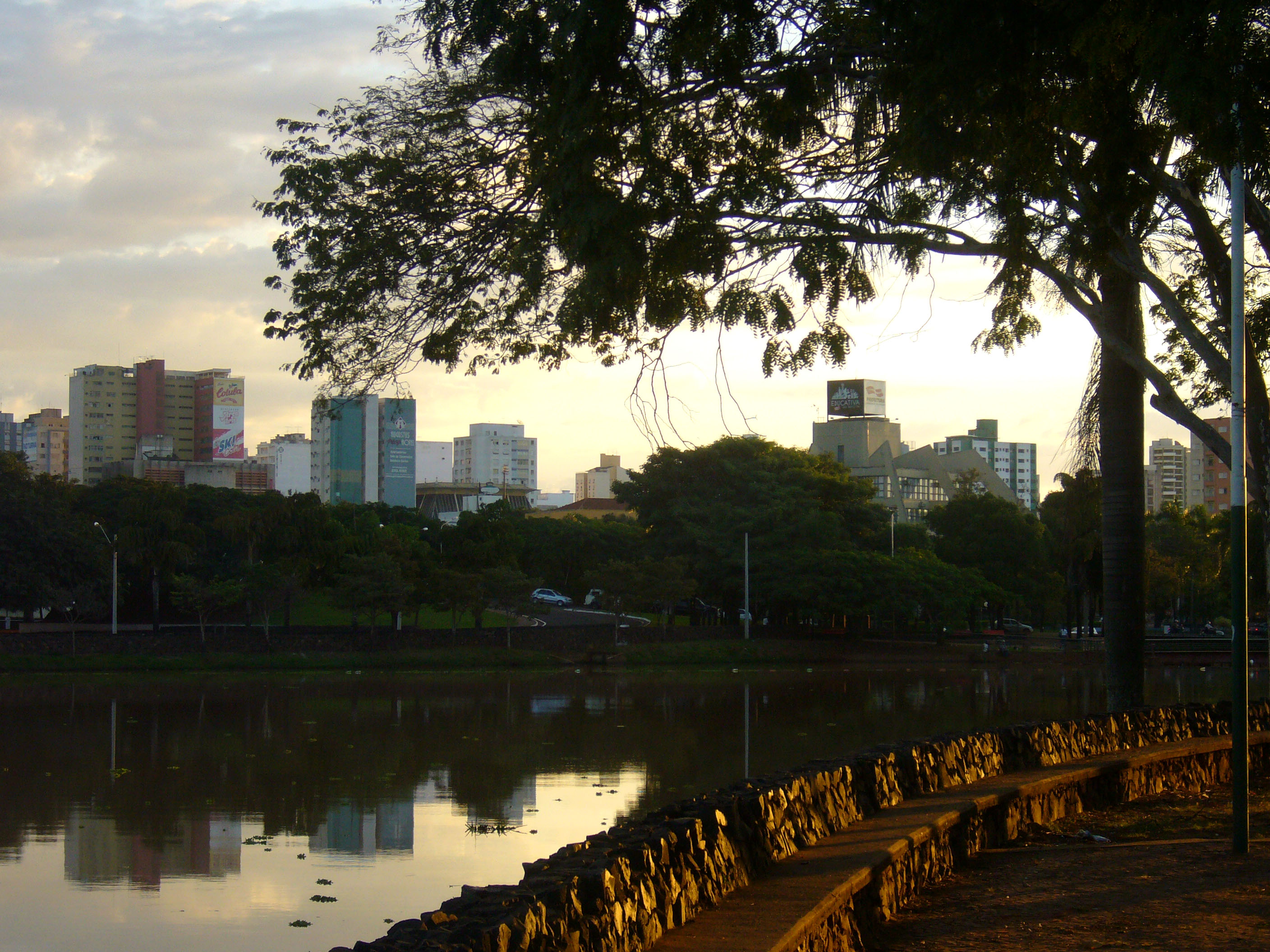
São José do Rio Preto ao entardecer

Com seus 419.632 habitantes, São José do Rio Preto é a maior cidade do noroeste paulista e apresenta-se como uma capital regional, por exercer influência em mais de 40 cidades da região.
A cidade apresenta excelente qualidade de vida, com IDH de 0,834 e é um lugar agradável de viver, especialmente no bairro ao lado da FAMERP, que é essencialmente ocupado por universitários e possui excelente infraestrutura, com farmácias, bancos, lanchonetes além de cinco Shoppings Centers.
Recentemente, a cidade de São José do Rio Preto foi classificada como a segunda melhor cidade para se viver pela Fundação das Indústrias de São Paulo.[carece de fontes?]